# Pasasti grozdni sukač
Pasasti grozdni sukač (znanstveno ime Eupoecillia ambiguella) je metulj, ki sodi med molje. Ekonomsko je pomemben kot škodljivec vinske trte.
To je majhen metuljček, ki čez krila meri do 18 mm. Pridevnik »pasasti« je dobil zaradi modro-rjave črte, ki se mu vleče čez rumenkasta krila. Pravi škodljivec je v resnici gosenica tega metulja, ki se pojavlja v dveh rodovih v krajših ali daljših časovnih presledkih. Prvi rod se pojavi v mesecu juniju, majhne gosenice pa zapredene v goste zapredke objedajo cvetne brste, cvetove, jagode in dele grozov. Gosenica pasastega sukača je rdeče rjave barve in ima črno glavo. Najpogosteje se pojavijo v hladnejšem in bolj deževnem vremenu. Drugi rod gosenic pasastega sukača se pojavi v avgustu. Ta vrta luknje v grozdne jagode, kar lahko v deževnem vremenu povzroči tudi okužbo takih jagod s sivo grozdno plesnijo. Tako napadeni vinogradi lahko imajo od 20 do 50 % izpad pridelka, če vinogradnik zamudi s škropljenjem.
Škropljenje se izvaja po napovedih prognostične službe, kadar pa te ni, pa takoj, ko se opazijo zapredki na kabrnkih. Škropljenje je potrebno izvajati po kabrnkih in grozdičih, pri tem pa se uporabljajo različni insekticidi in bioinsekticidi. Slednji so izdelani na osnovi bakterije Bacillus thuringiensis, ki je sukačev naravni sovražnik. Pogosto vinogradniki izvajajo preventivno škropljenje takrat, ko škropijo proti drugim boleznim vinske trte.